# Xanthorhoe ligustrata
Xanthorhoe ligustrata är en fjärilsart som beskrevs av Jacob Hübner 1798. Xanthorhoe ligustrata ingår i släktet Xanthorhoe och familjen mätare. Inga underarter finns listade i Catalogue of Life.